# Medikalisering
Medikalisering är ett begrepp inom idéhistoria, medicin och sociologi, vilket betecknar processen i vilken människors åkommor och problem kommer att bli definierade och behandlade som medicinska problem, och därigenom blir föremål för medicinska studier, diagnoser, prevention eller behandling. När ett fenomen medikaliseras får det konsekvenser på gott eller ont, för vad som anses vara normal variation av mänskligt beteende och mående. Vissa akademiker menar i relation till detta även att medicinen fått allt större maktutövande i det västerländska samhället under de senaste decennierna.
Medikalisering kan i sin tur leda till vidare diagnosglidning av tillståndet som medikaliserats, vilket urholkar normalvariationen hos olika mänskliga tillstånd ännu mer.
Medikalisering har aktualiserat hälsofrågorna, så människor tänker mer och mer på saker i termer av hälsa och agerar för att främja hälsa. När det kommer till hälsofrågor är medicin inte den enda leverantören av svar: det har alltid funnits alternativ och konkurrenter. Samtidigt med medikaliseringen har "paramedikaliseringen" stärkts: även många behandlingar som det inte finns någon medicinsk grund för, är populära och kommersiellt framgångsrika.

## Historiska och samtida exempel

### Historiska
- Onani (vilket i Sverige kallades "självbefläckelselasten" och påstods ge öppna sår över hela ansiktet).
- Förlossning är ett annat tillstånd som alltmer kommit att medikaliseras.[10]
- Ett annat historiskt exempel är hur kriminalitet medikaliserades i Algeriet under 1900-talet.[11]
- Benjamin Rush, den amerikanska psykiatrins fader, hävdade att rasifierade hade svart hud för att de hade drabbats av ärftlig lepra. Därför ansåg han vitiligo vara en "spontan bot".[12]

### Samtida
- Sociologer som exempelvis Peter Conrad menar att normbrytande beteende, med början i barndomen, numera generellt medikaliserats genom den diagnosglidning som kännetecknat och kännetecknar symptomdiagnoser, exempelvis de numera förkastade hyperkinesi, MBD och DAMP, som i dag alltså motsvaras av ADHD.[13][14] En svensk sociolog som företräder ett liknande perspektiv är Eva Kärfve.[15]
- Horwitz & Wakefield (et al.) har även polemiserat mot vad de uppfattat som att psykiatrin patologiserat vanlig mänsklig sorg, vilket enligt dem blivit alltmer inlemmad i diagnosen depression.[16][17][14]
- Diagnosen premenstruell dysforisk störning (PMDS)  har orsakat viss kontrovers, och psykologen Peggy Kleinplatz har kritiserat diagnosen som medikalisering av ett normalt mänskligt tillstånd. Detta skedde samtidigt som substansen fluoxetine (även känt som Prozac[18]) började ompaketeras som en medicin mot PMDS under varumärket Sarafem.[19]
- Utmattningssyndrom är en unik svensk diagnos som ökar mest som orsak till långtidssjukskrivning.[5] Kriterierna är dock ospecifika och den vetenskapliga grunden för diagnosen och dess behandling är bristfällig.[5]

## Medikalisering och normalitet
År 2002 varnades det i British Medical Journal för att olämplig medikalisering skulle kunna leda till sjukdomshysteri, där gränserna av definitionen av sjukdomar expanderar till den grad att personliga problem anses vara medicinska problem, eller att sjukdomsrisker får tonvikt för att marknadsföra tabletter.

Författarna menade att:
"Olämplig medikalisering för med sig faror kring onödig stämpling, dåliga behandlingsval, iatrogen problematik, ekonomiskt slöseri, och får konsekvenser i att mer resurser läggs på att behandla fenomen som inte behöver behandling, istället för att förhindra och eller bota verkliga sjukdomar. På en djupare nivå kan medikalisering också vara problematiskt för att det spär på en ohälsosam besatthet angående hälsa, leder till att sociologiska eller politiska förklaringar till hälsoproblem ses som mystiska eller obskyra, och lägger för stor vikt vid farmakologiska, individualistiska, eller privata lösningar".
I många år har heterodoxa psykiatriker (som Breggin, Caplan, Szasz) och övriga kritiker (exempelvis Stuart A. Kirk) anklagat "psykiatrin för att ägna sig åt en systematisk medikalisering av normalitet". På senare tid har dessa farhågor kommit från människor som verkat för och gjort reklam för the American Psychiatric Association (som: Robert Spitzer och Allen Frances).

## Medikaliseringsprocessen
Medikalisering kan drivas fram av nya bevis eller hypoteser beträffande åkommor eller problem, genom förändrade attityder eller ekonomiska överväganden, eller genom utvecklingen av nya mediciner eller behandlingar. Flera akademiker menar att antalet diagnoser i dag blir allt fler, och att piller ofta är den vanligaste behandlingen. Andra pekar på hur strävan efter profit tycks vara motivet till ökad medikalisering.
Medikalisering kan alltså vara berättigad eller oberättigad. När medikaliseringen är berättigad föreligger inga problem, men när så inte är fallet kan medikaliseringen komma att bli problematisk, och i värsta fall blir konsekvenserna av medikaliseringen direkt skadlig.
Hälsohistorikern Christoph Schwamm har ur ett longitudinellt perspektiv studerat hur vissa grupperingar tenderar att bli föremål för medikalisering, medan andra inte blir det.

## Medikalisering och social kontroll
Enligt psykiatrikern och professorn Franco Basaglia och hans efterföljare, som pekat ut rollen hos psykiatriska institutioner gällande att kontrollera och medikalisera avvikande beteenden och sociala problem, anses psykiatrin nyttjats som källan till vetenskapligt stöd för social kontroll för det existerande etablissemanget; något de menar skapade standarder gällande avvikande beteende och normalitet vilka var repressiva gentemot vissa socialgrupper.:70
Vissa akademiker som exempelvis Jonathan Metzl menar också att statliga och medicinska institutioner kodar hot mot auktoriteten som psykiska sjukdomar när befolkningen inte visar sig foglig.:14 Det har han beskrivit i sin bok The Protest Psychosis: How Schizophrenia Became a Black Disease.

## I föreningslivet
Det finns en ideell organisation kallad Läkare med gränser vilka erkänner medikalisering som en problematik inom läkaryrket.